# La Voix des femmes (France, 1917)
Pour les articles homonymes, voir La Voix des femmes.
La Voix des femmes est un journal hebdomadaire « politique, social, scientifique, artistique », fondé en 1917 par Colette Reynaud et Louise Bodin dont le premier numéro sort le 31 octobre 1917. Le journal  qui se proclame ensuite en 1919 « féministe, pacifiste, socialiste et internationaliste », paraît jusqu'en 1937.

## Histoire du journal
En 1917, Colette Reynaud et Louise Bodin fondent La Voix des femmes,, journal hebdomadaire « politique, social, scientifique, artistique » dont le premier numéro sort le 31 octobre 1917.
Crée dans le contexte de la Première Guerre mondiale, le journal est dans le courant du mouvement ouvrier opposé à l’Union sacrée.
Le journal, qui se proclame en 1919 « féministe, pacifiste, socialiste et internationaliste »,,, regroupe des féministes, des pacifistes, des partisans de l'extrême gauche ainsi que des néomalthusiens. Henri Barbusse, Romain Rolland, Marcel Cachin, Madeleine Pelletier, Victor Méric, Nelly Roussel, Séverine, Marthe Bigot, Hélène Brion, Marcelle Capy, Georges Pioch notamment y publient régulièrement des articles. Les femmes socialistes y trouvent un appui et Louise Bodin y lance des appels en faveur de l'Internationale des femmes. 
Colette Reynaud et Camille Drevet deviennent rédactrices en chef du journal à partir du 21 janvier 1926.

### Diffusion
L'éditorial, signé Louise Bodin dans le premier numéro du 31 octobre 1917, est largement censuré. Sur les 58 numéros parus entre octobre 1917 et février 1919, quasiment tous sont censurés par le « Bureau de la presse ».
D'abord hebdomadaire, il devient bi-hebdomadaire en 1919. Le premier numéro bi-hebdomadaire sort le 18 octobre 1919 et contient des articles de Marthe Bigot, Louise Bodin, Annette Charreau, Fanny Clar, Alice Jouenne, Leyciat, Magdeleine Marx, Marianne Rauze, Henriette Sauret, Monette Thomas. Il est indiqué que  « Toutes les femmes socialistes doivent acheter et lire ce numéro et ensuite s'abonner ». 
Quotidien en 1922, il redevient hebdomadaire à la fin de 1922.
La Voix des femmes est diffusé du 31 octobre 1917 jusqu'en 1937,.

## Liens
- Exemplaires numérisés sur L'Argonnaute, bibliothèque numérique de La Contemporaine, sur la période 1917-1921
- Exemplaires numérisés sur Gallica, bibliothèque numérique de la Bibliothèque nationale de France, sur la période 1917-1920
- Exemplaires numérisés dans les collections d'Internet Archive, sur la période 1917-1919, avec également un exemplaire de 1927
- La Voix des femmes (Paris) sur data.bnf.fr.